# Abdullo Tangriyev
Abdullo Tangriyev (auch Abdullo Tangriev; * 28. März 1981 in der Provinz Surxondaryo) ist ein ehemaliger usbekischer Judoka, der von 2002 bis 2011 in jedem Jahr eine Medaille bei Weltmeisterschaften, Asienmeisterschaften oder Asienspielen gewann. Er tritt im Schwergewicht (Klasse über 100 Kilogramm) an.

## Sportliche Karriere
Tangriyev gewann 2000 bei den Junioren-Asienmeisterschaften den Titel, bei den Olympischen Spielen in Sydney schied er in seinem zweiten Kampf aus. 2001 gewann er bei der Universiade in Peking zwei Medaillen: Bronze im Schwergewicht und Silber in der Offenen Klasse. Bei den Asienspielen 2002 gewann er ebenfalls Silber in der Offenen Klasse. 2003 siegte er bei der Universiade in Jeju sowohl im Schwergewicht als auch in der Offenen Klasse. Bei den Judo-Weltmeisterschaften 2003 in Osaka erhielt er die Bronzemedaille in der Offenen Klasse, Ende 2003 gewann er den Titel im Schwergewicht bei den Asienmeisterschaften. 2004 gewann er das Turnier in Moskau und belegte sowohl beim Turnier in Paris als auch bei den Asienmeisterschaften den dritten Platz. Bei den Olympischen Spielen in Athen schied er wie vier Jahre zuvor in seinem zweiten Kampf aus.
2005 erhielt Tangriyev die Goldmedaille in der Offenen Klasse bei den Asienmeisterschaften, 2006 folgte Bronze im Schwergewicht bei den Asienspielen. 2007 siegte er bei den Asienmeisterschaften im Schwergewicht, bei den Judo-Weltmeisterschaften 2007 erhielt er Bronze in der Offenen Klasse. 2008 verteidigte er seinen Schwergewichtstitel bei den Asienmeisterschaften, bei den Olympischen Spielen in Peking erreichte er das Finale, wo er dem Japaner Satoshi Ishii unterlag und die Silbermedaille erhielt.
2009 erkämpfte Tangriyev die Bronzemedaille im Schwergewicht bei den Weltmeisterschaften in Rotterdam, 2010 folgte Silber bei den Asienspielen. 2011 gewann er im April die Asienmeisterschaften im Schwergewicht, im Oktober folgte der Weltmeistertitel in der Offenen Klasse in Tjumen.
An den Olympischen Spielen 2012 hat er  wegen einer Cannabis-Dopingsperre nicht teilgenommen.
Bei den Olympischen Spielen 2016 belegte er noch einmal den fünften Platz. Anschließend beendete er seine Karriere.